# Ерул
Ерул е село в Западна България, в община Трън, област Перник. 
Село Ерул се намира в планински район – в подножието на най-високия връх на Ерулска планина – Големи връх /1480 м/. 
Махалите в селото са: Бунѝчовъц, Глогòвишка маала (Мина Злата, Глогòвишка Поклапàч), Гу̀шовъц, Гъргорѝца, Ковашки падѝни, Лòква, Мучѝ баба, Смрика.
В недалечното минало Ерулска планина е била сравнително добре заселена – съществували са множество махали, разположени в лоното на планината. Сега (20.-21. век) в нея се намират 4 села. Най-централно разположение има село Ерул (1120 м. надморска височина).

## Имена на селището
Стари наименования на селото са Херул, Мирул, Eрулъ, Ирул, Прегул и Прул. Конкретно те са засвидетелствани в оцелели регистри от времето на Османската империя. В турските документи от средата на XVI век под името Ерул, селото е регистрирано, като селище със 7 домакинства, 1 неженен и 2 вдовици. То е вписано и в списъците на джелепкешаните от 1576 г. като  Мирул (1576 г.), Прегул и Ирул към кааза Изнебул; в документи от това време присъства и като Херул (1576 г.). В турските регистри от първото десетилетие на XVII век името на селото също е запазено и е отбелязано като Прул и Ирул. В османски данъчни регистри на немюсюлманското население от 1623 – 1624 година селото е отбелязано под името Хрул с 10 джизие ханета (домакинства). Споменавано е и като Еруль (1878 г.) Изхождайки от старите записи Анна Чолева смята, че става дума за селищно име, производно от личното име Ярул, с преглас на „я“ (йотирано „а“ преминаващо в „я“) с ударение на първата сричка. Този извод е широко застъпен в научната литература.
Според някои изследователи името на селото идва от заселването, в този край, вероятно при нашествията на готите на Балканския полуостров на рудари от германското племе херули, които обработват добитите руди там. 
Други допускат, че може да е наименувано на богинята от гръко-римския пантеон Хера.

## Природа
В близост до селото се намира пещерата „Меча дупка“.
Село Ерул се намира в Ерулската планина, която е разположена в северната част на Краище. Общата посока на простиране на планината е север – юг. На запад се ограничава от долините на реките Явор (Пенкьовска) и Вуканщица (Мраморска река), които я отделят съответно от Пенкьовска и Еловишка планина. В източна посока за граница служи горното течение на р. Светля (от с. Елов дол на север) и през с. Банище тя следи долинно понижение до с. Велиново. Северните склонове са южна ограда на Трънската котловина, а на юг достига Дивлянската котловина. В така очертаните граници дължината на планината достига почти 30 км. (посока север-юг), а ширината по паралела е 8 – 10 км, т.е. тя е една от най-големите планини в Краище.
Ерулска планина е трудна за обхождане, особено в южната половина. Множеството долове и „разхвърляни“ разнопосочно била, липсата на добре поддържани пътеки и значителната залесеност с дървесна и храстова растителност я правят трудна за ориентиране. Планината се пресича в средната си част от удобно шосе, което започва от с. Станьовци, в северозападна посока достига с. Ерул и продължава на североизток към селата Милкьовци и Велиново.
С. Ерул е изходен пункт за изкачване на връх Каменитица на Ерулската планина.

## История
На около 3 км югозападно от селото, в Ерулската планина над него, в пещерата Яма (Ямка) при археологически теренни проучвания са открити следи от праисторическо селище. В самата пещера, както и на терена около нея, се намират керамични фрагменти от Къснобронзовата епоха и Ранната Халщатска култура. В близост до пещерата е намерен и бронзов меч. Праисторическото селище от пещерата Яма се намира в близост до богатите металодобивни райони от Ерулската планина и връзката на селото с металодобива е безспорна. В село Ерул са открити и залежи от злато, но в малко количество.
Праисторическото селище от пещерата „Ямка“ е включено в „Списък на паметниците на културата с национално значение на територията на Област Перник“ с Протокол на СОПК от 3 февруари 1972 г.
Непосредствено до селото, в източна посока на едно от възвишенията на Краище, на естествено защитен терен, сега залесен, са руините на античната крепост Градище. Заградената площ днес (20.-21. век) е покрита изцяло с дебел пласт, отложен от горската растителност, и над земята не се виждат археологически материали. В миналото тук са разкривани стени и са намирани части от керамика.
На едно от източните възвишения на Краище, на около 1 км от Градище, в местността Совище, източно от селото, вляво от пътя за Брезник има находки от ранносредновековна строителна и битова керамика, както и ясните очертания на средновековно селище.

## Културни забележителности
Северозападно от село Душинци, насред вековната букова гора се намира местността „Манастир“. В тази местност през Късното Средновековие е  изграден малък православен манастир, действащ по времето на Второто Българско царство между XI и XIV век. От него е запазена само малката еднокорабна манастирска църква Света Троица. Многократно разрушавана по време на османската власт, тя е възстановена последно през 1892 г. и осветена през 1900 г. На няколко метра от централния й вход се извисяват две вековни дървета, ясен и бук, които са засадени около 10. - 12. век. Според местната легенда те са израсли точно на мястото, където около началото на 15. век турски войници посекли най-красивото момиче на Ерул – Бука и нейния любим - Ясен. Според друга легенда, при предишното възстановяване на църквата през 1832 г., строителите вградили сянката на местно момиче в основите на сградата. Дядо Методи, последният монах, обитавал църквата до смъртта си през 1958 г., многократно е разказвал, че нощем е виждал от „Престола“ (ритуален монолитен блок с древен езически произход), поставен вляво от входната врата, да излиза духът на момичето, облечено в бяло, и да броди из гората.
Манастири разположени в Ерулската планина:
- Одранишки манастир „Св. св. Петър и Павел“
- Ерулски манастир „Св. Троица“
- Глоговишки манастир „Св. Николай“[18]

През 2005 г. 84-годишната Ангелина Стоянова от с. Ерул се заема с възстановяването на манастира „Св. Троица“. Възрастната жена се надява да има оживление в манастирската обител. Ангелина събира средства от познати и непознати хора и чисти в домовете на няколко семейства, а с парите купува необходимото за храма.

## Личности
- Александър Рангелов Атанасов (01.05.1906 – 1987) – два пъти „Герой на труда“ (първи в България), миньор, строител, народен представител
- Иван Ерулски (роден през 1950 г. в село Ерул) – учител, журналист, краевед, организатор културна и издателска дейност в Общински комплекс "Дворец на културата" – Перник.[20]